# IndigNation

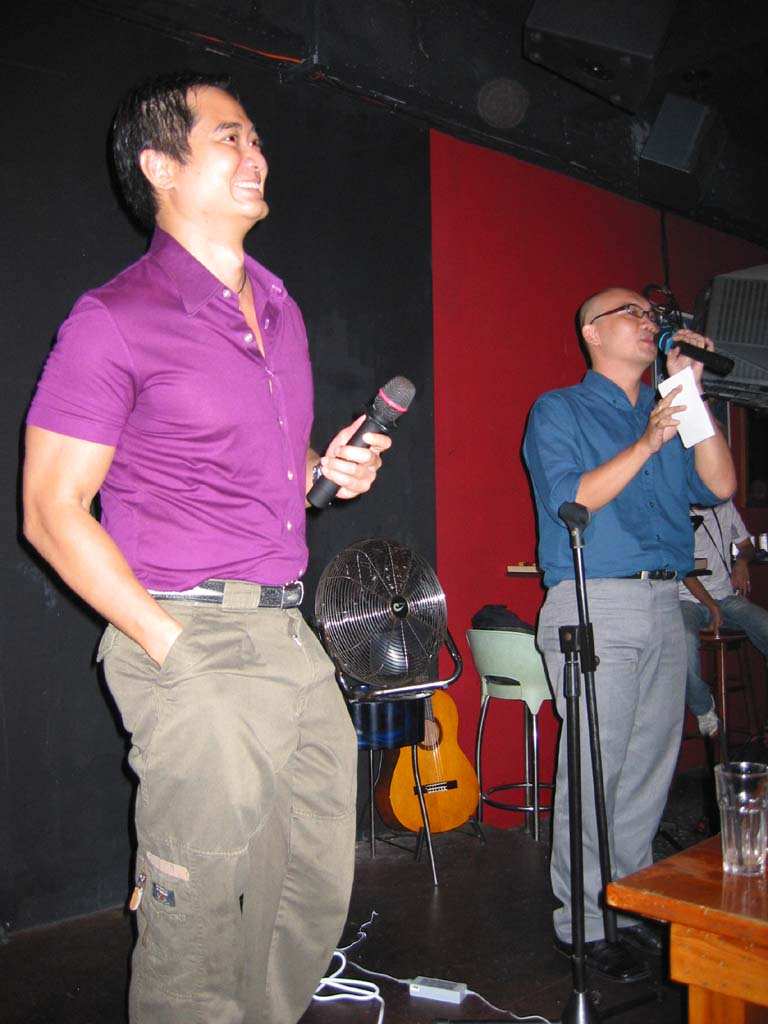
在講座《中國古典文學中的同性之愛》中，主持人Daniel（講座主席）介紹了Tan Chong Kee博士。

IndigNation是新加坡一年一度、為期一個月的女同志、男同志、雙性戀與酷兒驕傲季，首次舉辦於2005年8月，時間刻意與新加坡建國40週年國慶日相呼應。

## 背景
IndigNation的誕生源自一系列以同志為主題的活動，旨在填補新加坡禁止“Nation派對”後所留下的空白。隨著李顯龍總理於2004年8月承諾允許室內講座在無需警方許可的情況下進行，這為舉辦講座、工作坊及相關活動提供了理想的契機，成為IndigNation系列活動的一部分。

### 募款活動
亞洲最大的同志入口網站Fridae.com自IndigNation創辦以來，透過媒體與財務贊助（包括其「Fridae 社區發展基金」以及各類募款活動）對此節日提供支持。
2008年5月，一場名為《心太羈》的傳記電影慈善首映會（該片講述愛爾蘭劇作家奧斯卡·王爾德的生平）為IndigNation籌得新幣10,000元，並為設立「Rascals Prize」提供了起始基金。這是一項每兩年頒發一次的獎項，旨在表彰與新加坡及同志議題相關的優秀研究作品。
2009年，講述美國首位公開出櫃並當選公職的政治人物哈維·米爾克的傳記電影《米尔克》舉辦慈善首映會，為IndigNation、Pink Dot SG以及同志導演羅子涵的新片計畫共籌得新幣14,000元。同年，李安執導的電影《胡士托風波》也舉辦了慈善首映，為IndigNation及其他新加坡的同志社群項目籌得新幣6,000元。